# Waltham Forest
Waltham Forest es un municipio del Gran Londres, Reino Unido de Gran Bretaña e Irlanda del Norte. (London Borough of Waltham Forest) Localizado en el nordeste del mismo, en el área conocida como Londres exterior. Fue creado por el Acta del Gobierno de Londres de 1963, que entró en vigor el 1 de abril de 1965.
El sur del municipio contrasta marcadamente con el norte (divididos por la North Circular Road) en lo que se refiere a mezcla de etnias e indicadores socioeconómicos. Considerada en su conjunto, Waltham Forest comprende distritos urbanos en el sur con características de la ciudad interior, y desarrollo residencial más caro en el norte, con una serie de reservas, espacios abiertos, pequeñas secciones del bosque de Epping Forest, parques, y terrenos de juego, que en conjunto abarcan una quinta parte del territorio del municipio. Se encuentra entre el distrito de Epping Forest al norte, el municipio de Redbridge al este, los municipios de Newham y Hackney al sur, y los municipios de Haringey y Enfield al oeste (donde el río Lea y el parque que lo rodea forma un corredor verde, separando tradicionalmente el norte y el este de Londres). Waltham Forest fue uno de los seis municipios londinenses que albergaron los Juegos Olímpicos de 2012. La autoridad local es el Waltham Forest London Borough Council.

## Historia
Se han encontrado muchos restos de la Edad de Piedra en la zona. También se han hallado restos romanos diseminados por el municipio, lo que prueba que fue un área significativa durante la ocupación romana. El municipio se formó en 1965, en virtud de la Acta del Gobierno de Londres de 1963, combinando los territorios de los anteriores municipios de Chingford, Leyton y Walthamstow, todos los cuales se transfirieron del condado inglés de Essex al Gran Londres. El municipio recibió su nombre por la forma antigua de Epping Forest, la parte meridional del cual se extiende por el municipio. Hubo una petición en contra de llamar al nuevo municipio "Walthamstow". La Ley de Epping Forest de 1878 no sólo ayudó a conservar el bosque, sino que también ayudó al desarrollo de las ciudades a su alrededor: Chingford, Forest Gate, Walthamstow, Leytonstone, y Leyton. La ubicación de la zona entre la City de Londres y Epping Forest animó a un desarrollo urbano a gran escala.

## Asentamiento
Los principales centros de población del municipio son Chingford al norte, Walthamstow en el centro (y núcleo administrativo, incluyendo las oficinas del consejo) y Leyton y Leytonstone al sur. Waltham Forest tiene la quinta población musulmana más grande de Inglaterra y la tercera mayor de Londres (después de sus municipios vecinos, Newham y Tower Hamlets).

## Demografía
Según el censo de 2001, Waltham Forest tenía 218 341 habitantes. El 64,48% de ellos eran blancos, el 15,42% negros, el 14,75% asiáticos, el 3,54% mestizos, y el 1,78% chinos o de otro grupo étnico. Un 21,46% eran menores de 16 años, un 72,84% tenían entre 17 y 74, y un 5,69% eran mayores de 75. La densidad de población era de 5625 hab/km² y había 89 788 hogares con residentes.
De los 106 652 habitantes económicamente activos, el 87,87% tenían un empleo, el 7,33% estaban desempleados y el 4,78% eran estudiantes a tiempo completo.

## Distritos
- Baker's Arms
- Cann Hall
- Chingford
- Chingford Hatch
- Friday Hill
- Hale End
- Highams Park
- Leyton
- Leytonstone
- Walthamstow
- Whipps Cross
- Upper Walthamstow